# Старо-Прасков'їно
Старо-Прасков'їно (рос. Старо-Прасковьино) — присілок в Старицькому районі Тверської області Російської Федерації.
Населення становить 19 осіб. Входить до складу муніципального утворення сільське поселення Паньково.

## Історія
Від 2005 року входить до складу муніципального утворення сільське поселення Паньково. Раніше населений пункт належав до Коньковського сільського округу.

## Населення
| 1859 | 1886 | 2002 | 2010 |
| ---- | ---- | ---- | ---- |
| 156  | ↗175 | ↘19  | →19  |